# Бендарґово (Полицький повіт)
Бендарґово (пол. Będargowo, нім. Mandelkow) — село в Польщі, у гміні Колбасково Полицького повіту Західнопоморського воєводства.
Населення — 328 осіб (2011).

## Демографія
Демографічна структура станом на 31 березня 2011 року:
|          | Загалом | Допрацездатний вік | Працездатний вік | Постпрацездатний вік |
| -------- | ------- | ------------------ | ---------------- | -------------------- |
| Чоловіки | 159     | 41                 | 111              | 7                    |
| Жінки    | 169     | 51                 | 99               | 19                   |
| Разом    | 328     | 92                 | 210              | 26                   |